# Nuno Gallego

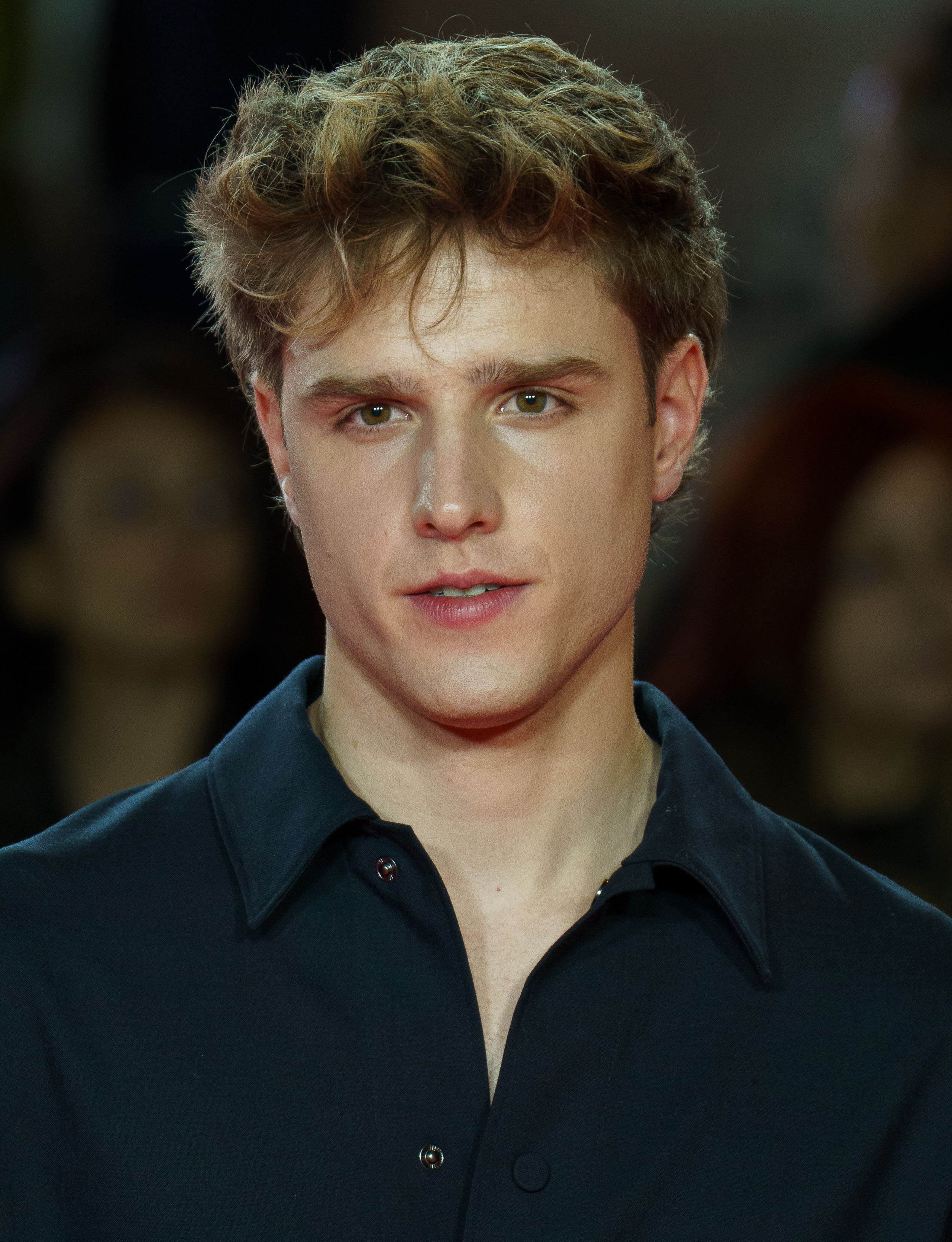
Nuno Gallego (2025)

Nuno Gallego Fernández (* 6. September 2001 in Ourense) ist ein spanischer Schauspieler und Tänzer.

## Leben und Karriere
Nuno Gallego wurde im September 2001 in Ourense, Spanien, geboren. Mit elf Jahren beschloss er Schauspieler zu werden. Er studierte Schauspiel an der Escuela Municipal de Arte Dramático de Madrid und von 2020 bis 2022 an der Real Escuela Superior de Arte Dramático de Madrid. 
2022 gab Gallego sein Schauspieldebüt UPA Next. Darin verkörperte er den Tänzerlehrling Darío. Zuvor war er bereits in der Web-Serie Historias de UPA Next zu sehen. 2024 verkörperte Gallego die Rollen Marco in Clanes sowie Héctor Krawietz in der der letzten Staffel von Élite.
Seit Juni 2025 verkörpert Gallego den Cristian Delallave in der Netflix-Serie Olympo.

## Filmografie (Auswahl)
- 2022: Historias de UPA Next (Webserie, 1 Episode)
- 2022–2023: UPA Next (Fernsehserie, 8 Episoden)
- 2024: Clanes (Fernsehserie, 7 Episoden)
- 2024: Élite (Fernsehserie, 8 Episoden)
- seit 2025: Olympo (Fernsehserie, 8 Episoden)